# Kothavalasa
Kothavalasa is een census town in het district Vizianagaram van de Indiase staat Andhra Pradesh. 

## Demografie
Volgens de Indiase volkstelling van 2001 wonen er 12298 mensen in Kothavalasa, waarvan 50% mannelijk en 50% vrouwelijk is. De plaats heeft een alfabetiseringsgraad van 69%. 